# Miconia rosea
Miconia rosea är en tvåhjärtbladig växtart som beskrevs av Henry Allan Gleason. Miconia rosea ingår i släktet Miconia och familjen Melastomataceae. Inga underarter finns listade i Catalogue of Life.